# Diplotaxodon aeneus
Diplotaxodon aeneus è una specie di ciclidi haplochromini endemica del Lago Malawi. Si trova in Malawi, Mozambico e Tanzania. È una specie bentopelagica: il suo habitat naturale sono le acque profonde fino a 400 m presso scogliere rocciose. Il nome specifico fa riferimento al color bronzo iridescente del maschio adulto.